# Джангельдінський сільський округ
Джанге́льдінський сільський округ (каз. Жангелді ауылдық округі, рос. Джангельдинский сельский округ) — адміністративна одиниця у складі Кзилкогинського району Атирауської області Казахстану. Адміністративний центр та єдиний населений пункт — село Жангельдіно.
Населення — 1575 осіб (2021; 1583 у 2009, 1703 у 1999, 2164 у 1989).
Станом на 1989 рік існувала Джангільдінська сільська рада (села Джангільдіно, Жага, Жиракудук, селище Кіндіксай).

## Склад
До складу округу входять такі населені пункти:
| Населений пункт   | Колишні назви | Населення, осіб (1989) | Населення, осіб (1999) | Населення, осіб (2009) | Населення, осіб (2021) |
| ----------------- | ------------- | ---------------------- | ---------------------- | ---------------------- | ---------------------- |
| Жага, село        | -             | 99                     | -                      | -                      | -                      |
| Жангельдіно, село | Джангільдіно  | 1826                   | 1703                   | 1583                   | 1575                   |
| Жиракудук, село   | -             | 53                     | -                      | -                      | -                      |
| Кіндіксай, селище | -             | 186                    | -                      | -                      | -                      |